# فوقس حويصلي
فوقس حويصلي (الاسم العلمي: Fucus vesiculosus) هو نوع من الطلائعيات يتبع جنس الفوقس من فصيلة الفوقسية.